# Gaetano Tacconi (medico)
Gaetano Tacconi (Bologna, 1689 – Bologna, 1782) è stato un medico e anatomista italiano.
A Bologna studiò e poi divenne professore di Filosofia e poi, nel 1723, professore di Anatomia e chirurgo. Fu allievo di Valsalva e ne proseguì gli studi; le sue pubblicazioni trattano generalmente di casi anatomici e chirurgici; degna di nota è De nonnullis cranii ossiumque fracturis (1751).
Come lettore di Medicina impartì lezioni di logica, metafisica e filosofia naturale a Laura Bassi, definendola così brillante «da poter fare una gradita e gloriosa sorpresa al pubblico».
Collateralmente alla famosa contesa scientifica tra Giambattista Morgagni e l'anatomico torinese Giambattista Bianchi, a proposito dell’esistenza dei dotti cisto-epatici, si trova una epistola latina di Giovanni Bianchi (che asseriva averne dimostrato l'inesistenza, nel corso di una seduta anatomica) indirizzata a Giacomo Ippolito Pozzi, contro il suddetto Bianchi e proprio Tacconi, accusato di plagio delle osservazioni: il torinese, nella ristampa della Historia hepatica (1725) aveva incluso una dissertazione di Tacconi; l'epistola uscì a Bologna nel 1726 insieme con quella di Pozzi, ed entrambe furono ristampate in un'opera del Morgagni diretta contro il torinese, le Epistolae anatomicae duae novas observationes et animadversiones complectentes.